# B-FAST
B-FAST (Belgian First Aid and Support Team; en català: Primer Ajut Belga i Equip de Suport) és l'estructura d'intervenció ràpida del govern belga. Proporciona ajuda d'emergència durant desastres a l'estranger, a petició del govern estranger, sempre que no hi hagi un conflicte armat i quan el país estranger ja no sigui capaç d'organitzar per si mateix una ajuda adequada. Va ser fundada pel govern belga després dels terratrèmols d'agost de 1999 a Turquia. B-Fast està compost per metges, infermeres, bombers, membres de la Protecció Civil belga, ensinistradors de gossos, equips d'alpinisme, personal militar i ajudants logístics.